# Parfait Onanga-Anyanga

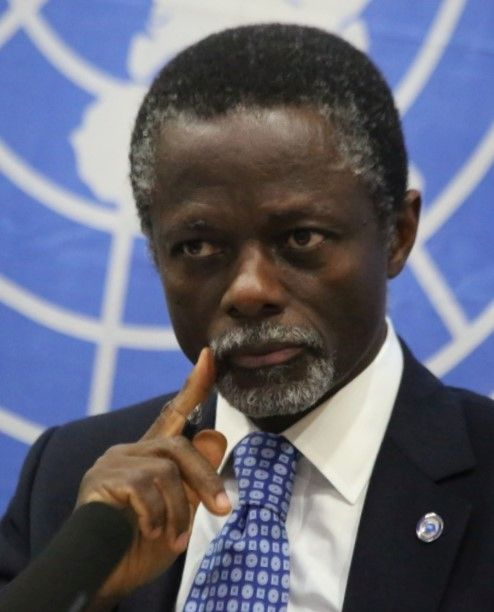
Parfait Onanga-Anyanga (2016)

Parfait Onanga-Anyanga (geb. 1960) ist ein gabunischer Diplomat. Er war UN-Sonderbeauftragter für Zentralafrika und  UN-Sondergesandter für das Horn von Afrika. Seit 2022 ist er UN-Sonderbeauftragter für die Afrikanische Union (UNOAU) und Leiter des Verbindungsbüros der Vereinten Nationen zur Afrikanischen Union (UNOAU).

## Ausbildung
Onanga-Anyanga erwarb einen Masterabschluss in Soziologie an der  Université Omar Bongo in der gabunischen Hauptstadt Libreville. Anschließen absolvierte er ein Postgraduales Studium in Politikwissenschaften an der Université Paris 1 Panthéon-Sorbonne.

## Karriere
Nach seinem Studium trat Onanga-Anyanga in den diplomatischen Dienst Gabuns ein. Er war als Erster Botschaftsrat für Abrüstung und politische Angelegenheiten an der Ständigen Vertretung Gabuns bei den Vereinten Nationen in New York.
In der Folge wechselte er zu den Vereinten Nationen. Er wurde Büroleiter des Ständigen Beraterkomitees für Sicherheitsfragen in Zentralafrika (UNSAC). Von 1998 bis 2004 übernahm er eine Reihe von leitenden Positionen in der Organisation des Vertrages über das umfassende Verbot von Nuklearversuchen in Wien und New York. Anschließend arbeitete er im Büro des Präsidenten der UN-Generalversammlung, zunächst unter dem gabunischen Diplomaten Jean Ping, dann unter dem Schweden Jan Eliasson. Von 2007 bis 2012 arbeitete Onanga-Anyanga als Direktor im Kabinett des UN-Generalsekretärs unter der Leitung der stellvertretenden Generalsekretärin Asha-Rose Mtengeti Migiro. 
Von UN-Generalsekretär Ban Ki-moon wurde er 2012 zum kommissarischen UN-Sonderbeauftragten für das Bureau des Nations Unies au Burundi (BNUB) ernannt, das die burundische Regierung bei der Behebung der Folgen des Bürgerkriegs unterstützte. Von 2014 an war er als Koordinator für die UN-Reaktionen auf die von der islamistische Terrororganisation Boko Haram in Nigeria, dem Tschad, dem Niger und Kamerun ausgelösten Krisen tätig.
Von 2016 bis 2019 diente Onanga-Anyanga als UN-Sonderbeauftragter für die Zentralafrikanische Republik und Leiter der dortigen Stabilisierungsmission (MINUSCA).
In der Folge war Onanga-Anyanga UN-Sondergesandter für das Horn von Afrika. Am 22. Februar 2022 wurde er von UN-Generalsekretär António Guterres zum UN-Sonderbeauftragten für die Afrikanische Union (UNOAU) und Leiter des Verbindungsbüros der Vereinten Nationen zur Afrikanischen Union (UNOAU).